# Acid carbonic
Acid carbonic là một hợp chất vô cơ có công thức hóa học CH2O3. Đôi khi nó còn được gọi là dung dịch carbon dioxide trong nước, do dung dịch chứa một lượng nhỏ CH2O3. Acid carbonic tạo thành hai loại muối là carbonat và bicarbonat (HCO3)2. Nó là một acid yếu.

## Lịch sử
Acid carbonic lần đầu tiên được biết đến trong nước khoáng vì vị chua. Năm 1597, Andreas Libavius đã công bố trong luận án của ông về các acid carbonic. Johan Baptista van Helmont đã tường thuật tỉ mỉ về quá trình lên men và tác dụng của acid khoáng sản trên đá carbon.

## Điều chế và phản ứng[1][2]
Acid carbonic là một acid yếu. Do vậy nó gần như không tồn tại được lâu và dễ phân hủy.
Phương trình:
+ Điều chế: H2O + CO2 → H2CO3
+ Phân hủy: H2CO3 → H2O + CO2

## Úng dụng (tự nhiên)[3]
H2CO3 có thể hòa tan đá vôi, dẫn đến sự hình thành calcium bicarbonat Ca(HCO3)2. Đây là lý do tạo nên nhiều đặc điểm của đá vôi như măng đá và nhũ đá.

## Úng dụng (trong đời sống)[3]
Acid carbonic (H2CO3) cũng được dùng trong nhiều loại nước uống, như cola.